# 女真
女真（转写：*dʒu ʃən，穆麟德轉寫：jušen），又作女直與女贞，為滿-通古斯語系民族。一般認為源自3,000多年前的肃慎，汉至晋时期称挹娄，南北朝时期称勿吉，隋至唐時期称靺鞨，辽至金时期称“女真”、“女直”（避辽兴宗耶律宗真讳）。分支自高麗，辽朝女真開始有生女真、熟女真之分。而到了明朝初期的建州女真、海西女真、野人女真三大部，隨後又划分为为建州、北山（即索伦部）、东海（即野人女真）、扈伦（即海西女真）四大部分。1636年皇太極稱帝，將女真族名改为满洲。

## 族名來源
“女真”一名最早见于唐初。依接近漢化程度及活動區域南北：多漢化程度、南境者為熟女真，少漢化程度、北境者為生女真。
女直之名，见于《辽史》者，“又有北女直、南女直、长白山女直、鸭绿江女直、濒海女直，黄龙府女直，曷苏館女直，順化国女直，回跋女直，盖各就其地名之。”
《金史·世纪》记载：“金之先，出靺鞨氏。靺鞨本号勿吉。勿吉古肃慎地也。元魏时，勿吉有七部：曰粟末部，曰伯咄部，曰安车骨部，曰拂涅部，曰号室部，曰黑水部，曰白山部。隋称靺鞨，而七部并同。唐初，有黑水靺鞨，粟末靺鞨，其五部无闻。”其中粟末靺鞨成為渤海人的主要組成。“渤海盛强，黑水役属之。渤海灭，复役属契丹。在南者系籍，号熟女直；在北者不籍，号生女直。生女直地有混同江、长白山。混同江亦号黑龙江，所谓白山、黑水也。”而也有观点认为生女真和熟女真的方位不是一北一南，而是一东一西。《大金国志》云：“世居混同江之东长白山下；南邻高丽，北接室韦，西界渤海，东濒海。”按照《大金国志》的记载，完颜阿骨打所在的生女真的方位为朝鲜史所载的东女真（又称为东北女真）大致相同。

## 歷史

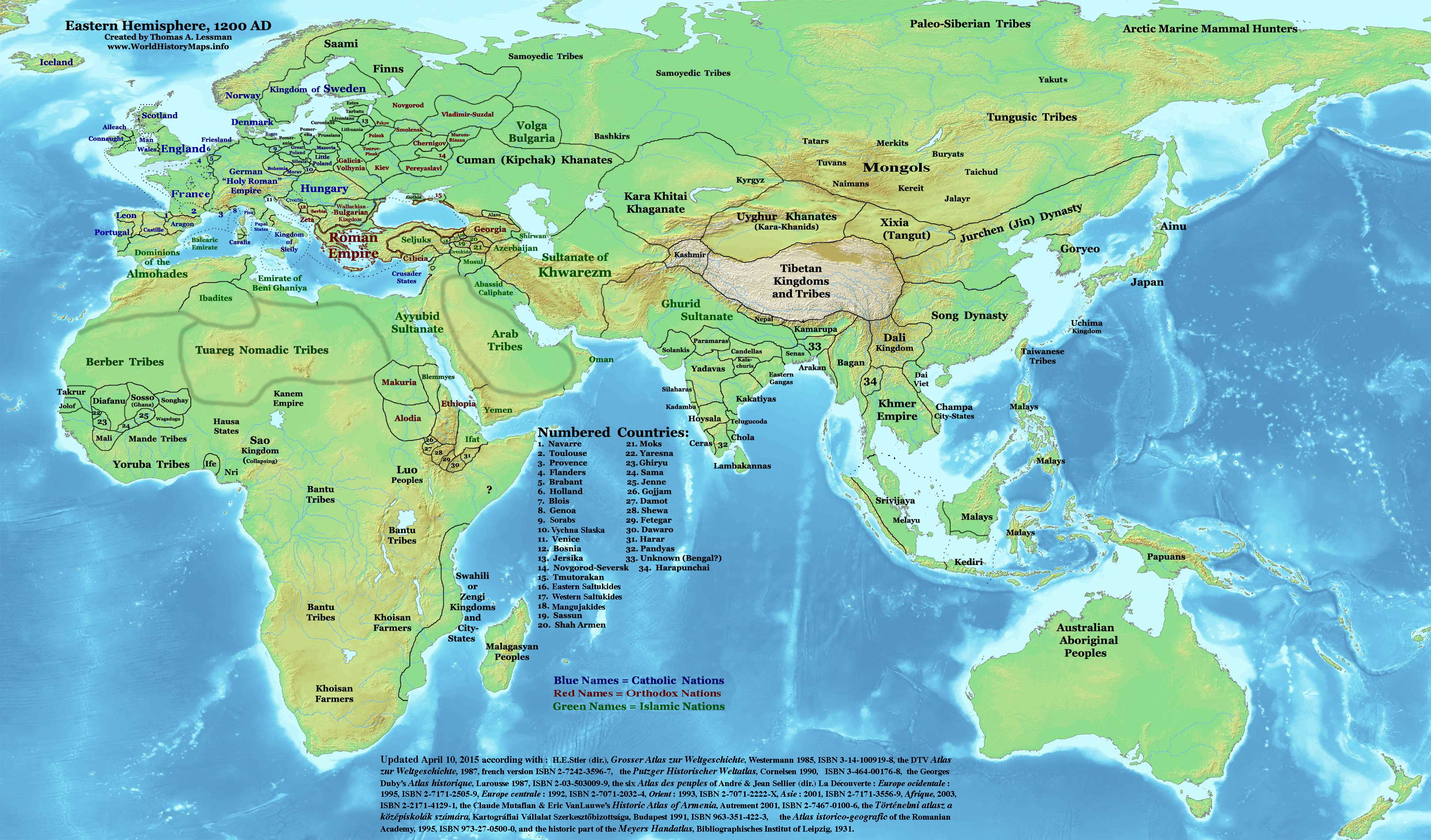
西遼、金、宋版圖

女真人的族源為肅慎，基本形成民族形态的时期大约是在唐朝时的靺鞨（或稱勿吉），共分七部。《旧唐书·靺鞨传》记载了黑水靺鞨等靺鞨各部的情况，“其国凡为数十部，各有酋帅，或附于高丽，或臣于突厥。而黑水靺鞨最处北方，尤称劲健，每恃其勇，恒为邻境之患。……其白山部，素附于高丽，因收平壤之后（平定高句麗），部众多入中国。汨咄、安车骨、号室等部，亦因高丽破后奔散微弱，后无闻焉，纵有遗人，并为渤海编户。唯黑水部全盛，分为十六部，部又以南北为称”。

### 渤海國
11世纪時，女真向辽称臣。遼將南部包含滅渤海國後強制遷移人口至遼東，以粟末靺鞨為主的渤海人在內，較為強大的部眾编入遼籍，称为“合苏馆”，又作曷苏馆、合苏衮、是女真语“藩篱”的意思，稱这些人為“熟女真”。另一部分以黑水靺鞨為主的，留居粟末水（松花江北流段）之北、宁江州（今吉林扶余县）之东，不編入遼籍的这些人就是“生女真”。后来建立了金朝的完颜部，就是生女真的一支，亦是黑水靺鞨的直系后裔。
生女真分为几十个部落，其中完颜部较大。11世纪初，完颜绥可定居在按出虎水（今哈尔滨东南阿什河）其子石鲁作酋长后征服了附近部落，成立了部落联盟。石鲁之子乌古乃又合并了许多部落。

### 入侵日本
1019年，3000名女真人海盗曾袭击高丽，后入侵日本，在日本进行洗劫并掠夺人口。
1113年，乌古乃之孙完颜阿骨打继立，1115年，完颜阿骨打统一女真各部，並驅逐契丹的統治，建立金朝。国号为“大金”，史称金。
国号来源有人说是来自发源地金水（阿什河），也有说是为取金不腐不坏之意。起先，女真人保持着在現代中国的东北的狩猎的生活方式，兼有渔猎、农耕和畜牧。除此之外，在都市里保持着军队的生活方式。最后被准许和其他种族通婚。而金朝的统治者也受到了儒家文化的影响。

### 金朝海上之盟
金建国后，就展开以辽五京为战略目标的灭辽之战，并且在很短的时间内攻打下了辽朝的北方首都上京。然后与宋朝建立海上之盟共同对抗辽朝。1125年，灭辽成功后获得辽国的大部分土地，由于燕云十六州的张觉事件，金国与宋国的联盟破裂。金大举攻宋，并在宋朝北部建立了齐，楚等傀儡政权。稍后，北方这些土地都纳入金的路州制度中。1126年，金人占领了宋朝的首都开封，并且一度把宋朝军队赶到了长江以南。两国军队经常对峙于淮河一带。
1189年之后，金朝面对于北方的蒙古人和南方的宋朝两面作战，在蒙古人的攻击下，在1215年不得不把首都金中都（现北京）迁移到了开封。1234年，蒙古人摧毁了金朝。在元朝，彭大雅稱呼留居东北的女真為水韃靼女真。元朝政府在松花江下游和黑龙江设斡朵里、火儿阿（胡里改）、桃温、脱斡怜、孛苦江五万户府，管辖当地女真水达达。后来，元朝政府为了筹粮，强迫他们改渔为农，在当地实行屯田。此外，征调一部分女真人和水达达到浦岭路和肇州屯田。至治元年（1321年）三月，元朝政府明令“罢女直万户府及狗站”。

### 明代女真
金朝灭亡后，幸存并留居中原的女真人大都被汉人同化。元明两朝把东北的渔猎民族统称为女真。建立金朝的女真后代大部分在海西女真四部中，而后世建立清朝的建州女真则是辽、金代渤海人后裔。
建州女真的核心胡里改部和斡朵裡部在元代初期居住在牡丹江上游，今黑龍江省依蘭縣一帶，元朝中葉開始逐漸向牡丹江下游一帶遷徙後定居。直到明朝洪武五年（1372年）野人女真的兀狄哈部襲擊被迫轉移，胡里改部和斡朵裡部被迫南下遷至今烏蘇里江東南和朝鮮半島東北部的會寧一帶。爾後胡里改部和斡朵裡部仍不斷遷徙，先後居住在阿木河一帶，吉林的回波江方州一帶，最終在遼寧境內的赫圖阿拉聚居下來。
在胡里改部和斡朵裡部南遷的同時，原居住在松花江中游一帶的女真部落也逐漸南遷到今開原以北的松花江大曲折一帶，形成了葉赫、哈達、烏拉、輝發四部，成為明末與建州女真相抗衡的海西女真。
明朝初年，胡里改部首領阿哈出與斡朵里部首領猛哥帖木儿接受明成祖招安而率部南下歸順，後來明朝以之為基礎成立建州三衛，也就是後來的建州女真。
明朝万历四十四年（1616年），建州女真首领努尔哈赤在新宾县二道河子畔的赫图阿拉城称汗建国，为了承接女真民族的历史传承，国号也稱为“大金”，因為要和完顏阿骨打的金有所區別，所以史称后金。他原先的故鄉是費阿拉，建立後金之後定都瀋陽。
1626年努爾哈赤疽病身亡，其八子皇太極即位汗王。

### 滿洲與大清
1636年皇太極稱帝，將國號改為大清，行中央集權，並將女真族名改為满洲。

## 民族风俗

### 婚姻家庭形式

#### 一夫一妻制
女真社会早在五代时期，即其被中原称为女真人的时间前后，就已产生了私有财产，并已经进入了父系社会，脱离了群婚与对偶婚，实行一夫一妻制。夫妻都有固定称谓：“夫谓妻为‘萨那罕’，妻谓夫为‘爱根’。”

#### 部落外婚制
女真人“以部为姓”，不同的部落有不同的姓。《金史》中有关女真人早期婚姻的记载，配偶双方多是相同的姓氏，也存在一些部落间通婚的情况。后来辽灭渤海国，女真族被迫南迁的过程加速了氏族部落组织的分化，女真人开始逐渐接受不同氏族间不同部落间频繁的通婚。
鉴于金朝建立初期，有些地方的生、熟女真人仍然延续部落内婚姻的旧俗，金朝廷下诏，禁止了同姓的部落内婚姻，以法律的形式进行了规定。

## 女真族後裔

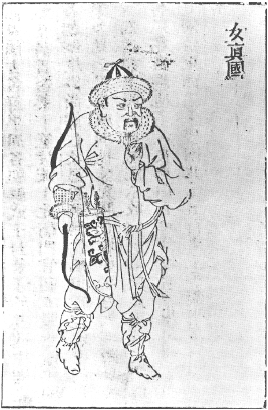
女真

### 中國大陸
1644年女真族清朝統治者帶領清軍入關並入主中原，在中國東北三省現今仍有大量女真族的直系後裔滿族聚居，除此之外東北三省現今仍有少數姓完顏並格守女真傳統之女真族人定居，現代居於東北三省之各大女真族就是土生土長的女真族原居民。
至於因古代戰亂和經濟等因素散居中國其他地區的女真族人包括：甘肅省涇川縣涇河北岸尚存一女真族後裔群聚村落，全村約有3000餘人，絕大部分人姓完顏。村民都自稱自己是女真人完顏部的後裔並且有族譜。至今仍保留著傳統女真習俗，例如每逢年節都要集體到完顏宗祠祭祖、跳薩滿舞等。據甘肅省政協主席張懷群和涇川縣完顏滿族聯誼會會長完顏斌表示：據考證800多年前的金熙宗時期，涇川一帶就是宗弼的領地。完顏宗弼死後，海陵王就殺了完顏宗弼之子完顏亨。亨的家人遷居在九頂梅花山下。金朝末代皇帝完顏承麟的墓也在那里。
另外，河南共有5000多名姓完顏的女真後裔，分佈在馬鋪、老莊、太清、賈灘、楊湖口等五鄉九村，共750余戶，近3000人。汝州市完顏莊、許昌縣完門村尚有2000余人，是從鹿邑遷入的。鹿邑女真後裔本為完顏氏，後改姓完氏。據《完氏宗譜》記載，他們是明朝萬曆年間從安徽肥東遷徙而來的。元末明初，宗弼後代完顏佩跟隨朱元璋南征北戰，因戰功被封為“女真將軍”，封地在潞州（今安徽肥東，現有完顏牌坊村）。明萬曆年間，完顏佩的10世孫完顏必重由肥東赴京趕考中得探花，為官河南，落戶鹿邑。　

### 韓半島
韓國高麗大學文學博士王永一教授說，北韓邊境鴨綠江與豆滿江在明初時期有稱為西北面與東北面，即為女真族的主要聚居地區，其後裔大都融入为朝鮮民族，如韓國青海李氏始祖李之蘭就是女真族酋長之一，曾在高麗末期率領一群女真族各部落酋長們投效李成桂陣營，協助朝鮮王朝建國。王永一教授在韓國研究朝鮮王朝與女真族關係時，也曾經於2002年訪問韓國青海李氏宗親會及其李之蘭後孫，獲得許多相關史料與支援。值得一提的是，韓國《朝鮮王朝實錄》和《龍飛御天歌》是記載女真族的歷史發展最詳盡的史書。一些女真族後裔以居家修佛為業，被稱為「在家僧」，大部分在金日成的政策下被强制同化，放棄自身的傳統及身份認同，小部分在韓戰期間遷到韓國。

### 台灣
中國福建與台灣均有相當數量的女真族後裔，在彰化縣福興鄉的「粘厝庄」，是台灣唯一的「生女真族」，但已全部漢化，僅祭祖時祭拜女真祖先。彰化縣福興鄉「粘厝」居民，經國史館臺灣文獻館（原臺灣省文獻委員會）證實，是由東北吉林附近，金國時代開始向南遷，最後至台灣墾荒。目前在福興鄉粘厝村的四、五百戶人家，其中有百分之九十都是粘姓，因此外人稱為「粘厝村」，或「粘厝庄」。粘姓的始祖為粘罕，國立台灣大學教授王德毅博士說：女真部族入侵中原後，逐漸漢化，紛紛改姓，「完顏粘」這一支系，卻以名為姓，此為粘姓的由來。這支粘姓女真族原先住在東北吉林附近，金國時代遷到河南宜陽，山東萊陽一帶到了第八代，其中部分為了逃避元末戰亂，始遷到福建，散居於省內各地，其中一支與清初名將施琅的先世宗族比鄰而居，粘、施兩族因而通婚，一直到18世紀，清廷鼓勵移墾台灣，粘姓二十二代子孫粘萼，率領部分族人東遷台灣鹿港西南海邊，當時一片荒涼，後來子孫繁衍，粘姓多了，就以村中居民姓氏，命名為粘厝，而今分為「頂粘」和「廈粘」兩村。此外，台灣境內也有許多非粘姓的女真族後裔，以及非滿族的錫伯族後裔。

## 外部連結
- 海內外女真後裔在阿城尋根祭祖 （页面存档备份，存于）
- 粘厝庄女真社區發展促進會
- .   [2010-07-02]. （原始内容存档于2013-05-02）.